# Nicht-Aneigbarkeit
Als Nicht-Aneigbarkeit (englisch: Inappropriability) bezeichnet man in der Wirtschaftswissenschaft das Phänomen, dass ein Unternehmen nicht sämtliche Vorteile (in der Regel Erlöse) eines von ihm hergestellten Gutes realisieren kann. So kann zum Beispiel durch Forschung und Entwicklung (F&E) generiertes oder den Kernkompetenzen des Unternehmens zu Grunde liegendes Wissen unter bestimmten Bedingungen nicht vollständig angeeignet werden.
Eine Unternehmung kann nicht das gesamte generierte Wissen internalisieren – Wissen ist somit eine Form eines Kollektivguts, da es deren Kriterium der Nicht-Ausschließbarkeit (englisch: non-excludability; die Nutzung durch Person A schließt die Nutzung durch Person B, C etc. nicht aus beziehungsweise in diesem Zusammenhang nicht ganz aus) zum Teil erfüllt und zusätzlich das Kriterium der Nicht-Rivalität (englisch: rivalry; die Nutzung des Wissens durch Person A rivalisiert nicht mit der Nutzung des Wissens durch Person B, C etc.) vollständig erfüllt. 
Dass eine Unternehmung ihr gesamtes generiertes Wissen nicht internalisieren kann, liegt daran, dass aus verschiedenen Gründen immer ein Teil des Wissens diffundiert (das heißt durch die Grenzen der Unternehmung „hindurchsickert“ und so anderen zugänglich wird). Eine Ursache für diese Diffusion von Wissen ist beispielsweise, dass andere Unternehmungen Reverse Engineering betreiben und somit mit geringerem Aufwand als bei eigenen Entwicklungen sich das Wissen des innovierenden Unternehmens zu Nutze machen.
Jede Innovation generiert somit durch diese Nicht-Aneigbarkeit des Wissens positive externe Effekte (Externalitäten) auf andere Unternehmen, kann aber gleichzeitig durch den geringeren Anreiz (suboptimale, weil nicht ausschließliche, Nutzung des Wissens oder der Technologie) in einer Marktwirtschaft zur Unterproduktion führen. Der Grad der Aneigbarkeit bestimmt, ob ein Unternehmen in ein Projekt investiert. Die externen Effekte können sich in Form von verkürzten Entwicklungszeiten (Time-to-Market) oder gesenkten Entwicklungskosten äußern. Gegebenenfalls kann eine Unternehmung auch durch dieses diffundierte Wissen vergleichbare Produkte beziehungsweise Technologien wie die der innovierenden Unternehmung auf den Markt bringen und so beispielsweise als Früher Folger in den Markt drängen.
Im Extremfall, bei perfekter Nicht-Aneigbarkeit, wird das Gut ceteris paribus nicht vom privaten Sektor produziert werden, während perfekte Aneigbarkeit zur effizienten Produktion führt. Die Minderproduktion eines nicht-aneigbaren Gutes durch niedrige Ressourcenallokation ist somit eine Form von Marktversagen. Dieses wiederum kann vom Staat als Begründung für ein Eingreifen in das Marktgeschehen herangezogen werden. Geistiges Eigentum wie Patente oder Urheberrechte stellen gerade für auf Wissen oder Ideen basierende Güter oder Verfahren und "Technologien" einen gewissen Schutz dar, so dass der finanzielle Anreiz zur Produktion nicht gleich Null ist.
Die Nicht-Aneigbarkeit von Wissen bildet somit das Gegenstück zu tazitem Wissen.